# آدام اوپل
آدام اوپل (به آلمانی: Adam Opel) (زادهٔ ۹ مه ۱۸۳۷ در روسلزهایم-مرگ ۸ سپتامبر ۱۸۹۵ در روسلزهایم) مخترع آلمانی بود که کارخانه خودروسازی اوپل را بیان نهاد.